# جوليس بلانشارد
جوليس بلانشارد (بالفرنسية: Jules Blanchard)‏ هو نحات فرنسي، ولد في 25 مايو 1832 في Puiseaux ‏ في فرنسا، وتوفي بنفس المكان في 3 مايو 1916.